# Luís José Ribeiro Barreto
Luís José Ribeiro Barreto (? —?) foi um político brasileiro.
Foi eleito deputado na Assembleia Constituinte e Legislativa Farroupilha, em 1842. Luis Jose nasceu em 1808 em Santo Antônio da Patrulha. Mudou-se para Triunfo onde trabalhou como farmacêutico. Envolvido com a Revolução dos Farrapos tornou-se Ministro da Guerra; Em Triunfo tinha o irmão Floriano José Barreto e o sobrinho Floriano Ribeiro Barreto, que era pai do desembargador Admar Ribeiro Barreto, que fora vice presidente do Tribunal de Justiça do Estado. Não existe referencias a seu suicídio em 1888, em Triunfo. Seu tumulo que existia no antigo cemitério foi preservado. Fica no final fa rua que leva o seu nome e que passa frente a sua casa. Esta é conhecida por Solar dos Barreto. Foi comprada de um membro da família de Bento Gonçalves. Hoje restaurada abriga a Secretaria de Educação de Triunfo. Também esta tombado o teatro que foi fundado por Luis José
Foi ministro da Guerra dos Farroupilhas.
Foi também criador do segundo teatro mais antigo do país, Theatro União, criado em 1848.